# Alfred Guillou
Alfred Guillou (Concarneau, 12 settembre 1844 – Concarneau, 1926) è stato un pittore francese.

## Biografia
Figlio di un pescatore bretone, che fu Sindaco di Concarneau per quindici anni, Alfred Guillou ricevette le sue prime lezioni di disegno dal litografo Théodore Lemonnier (1815-1888) che incontrò a Concarneau nel 1860 mentre era di passaggio. Lemonnier notò le doti del giovane e gli consigliò di proseguire gli studi presso degli atelier parigini. Guillou, pertanto, si trasferì a Parigi due anni dopo, nel 1862, dove frequentò per qualche tempo l’Académie Suisse, quindi continuò la sua formazione presso l'atelier di Alexandre Cabanel. Fu lì che egli conobbe Jules Bastien-Lepage, Fernand Cormon e in particolare Théophile Deyrolle.
Nel 1868 debuttò al "Salon" con la tela “Jeune pêcheur breton”, ma tre anni più tardi, assieme all'amico Deyrolle, lasciò Parigi per tornare al suo paese natale, portandosi dietro solo quello che poteva trasportare.
Con Deyrolle, che sposerà l'anno seguente sua sorella Suzanne, Guillou divenne ben presto un personaggio di riferimento per molti artisti che vennero a Concarneau, finendo per formare una "colonia" artistica molto frequentata, che prese il nome di "Scuola di Concarneau".
Al pari di quella creatasi a Pont-Aven per la presenza di Paul Gauguin, essa eserciterà una particolare attrazione ed influenza su numerosi pittori, per i quali i costumi e le secolari tradizioni del popolo bretone apparivano come una forma di primitivismo sociale ed estetico.
Fra gli altri, si ritrovarono in questo gruppo, chi in modo fisso, chi saltuariamente, artisti come Léon Joubert, François-Alfred Delobbe, Antonin Mercié, Jules Bastien-Lepage, Pascal Dagnan-Bouveret, Peder Severin Krøyer, Charles H. Fromuth, Charles Cottet, Amélie Lundahl, Cecilia Beaux e Alexander Harrison.
Dopo la morte del padre, avvenuta nel 1887, Guillou si costruì una casa e un atelier, inoltre prese parte attivamente ai problemi della politica locale, alla pubblica
amministrazione ed entrò persino nella Direzione del Museo di Belle arti di Quimper.
Qualche tempo dopo sposò la figlia dell’incisore Joseph Gabriel Tourny (1817–1880), e mantenne una sede a Parigi, a Montparnasse, ma non vi si stabilì, e anzi, trascorse più tempo che poteva nella sua città natale.
Espose dei lavori nel 1889 e nel 1900 all’Expo di Parigi, dove ricevette una medaglia d’argento.
D'ispirazione chiaramente naturalista, i soggetti preferiti di Guillou erano sempre riferiti alla vita quotidiana del porto di pesca, spesso realizzati a grande formato, come "Les Sardinières de Concarneau" (1896), oggi al Museo di Belle arti di Quimper, o anche il "Débarquement du thon à Concarneau" (1902), conservato al Museo d'arte e storia di Saint-Brieuc.
Guillou visse sempre a Concarneau, e assai probabilmente vi morì, ma ciò non è certo, come del tutto incerta è la data esatta della sua morte. Correva comunque l'anno 1926.
Guillou, dunque, morì a 82 anni.

## Opere
Elenco parziale.
- Opere in collezioni private
  - "Le dernier marin du "Vengeur"". Acquistato dallo Stato al Salon di Parigi del 1881.[3]
  - "Au devant de son Père". Esposto al Salon di Parigi del 1897.[4]
  - "La première Visite aux Grands-Parents". Esposto al Salon di Parigi del 1910.[5]
- Museo del Louvre
  - "Jeune marin tenant dans ses bras un énorme poisson".[6]
- Museo di Belle arti di Quimper
  - "Arrivée du pardon de sainte Anne de Fouesnant à Concarneau", 1887. Acquistato dallo Stato al Salon di Parigi del 1887.[7]
  - "À l'abri de la Tempête" o "Entre marins", ca. 1890
  - "Adieu!", 1892
- Museo di Belle arti di Morlaix
  - "La ramasseuse de goémon", 1890. Uno studio preliminare è custodito al Museo del Louvre.[8]
- Museo d'arte e di storia di Saint-Brieuc
  - "Débarquement du thon à Concarneau", 1902.[9]
  - "Les Sardinières de Concarneau" 1896[10]

## Galleria d'immagini

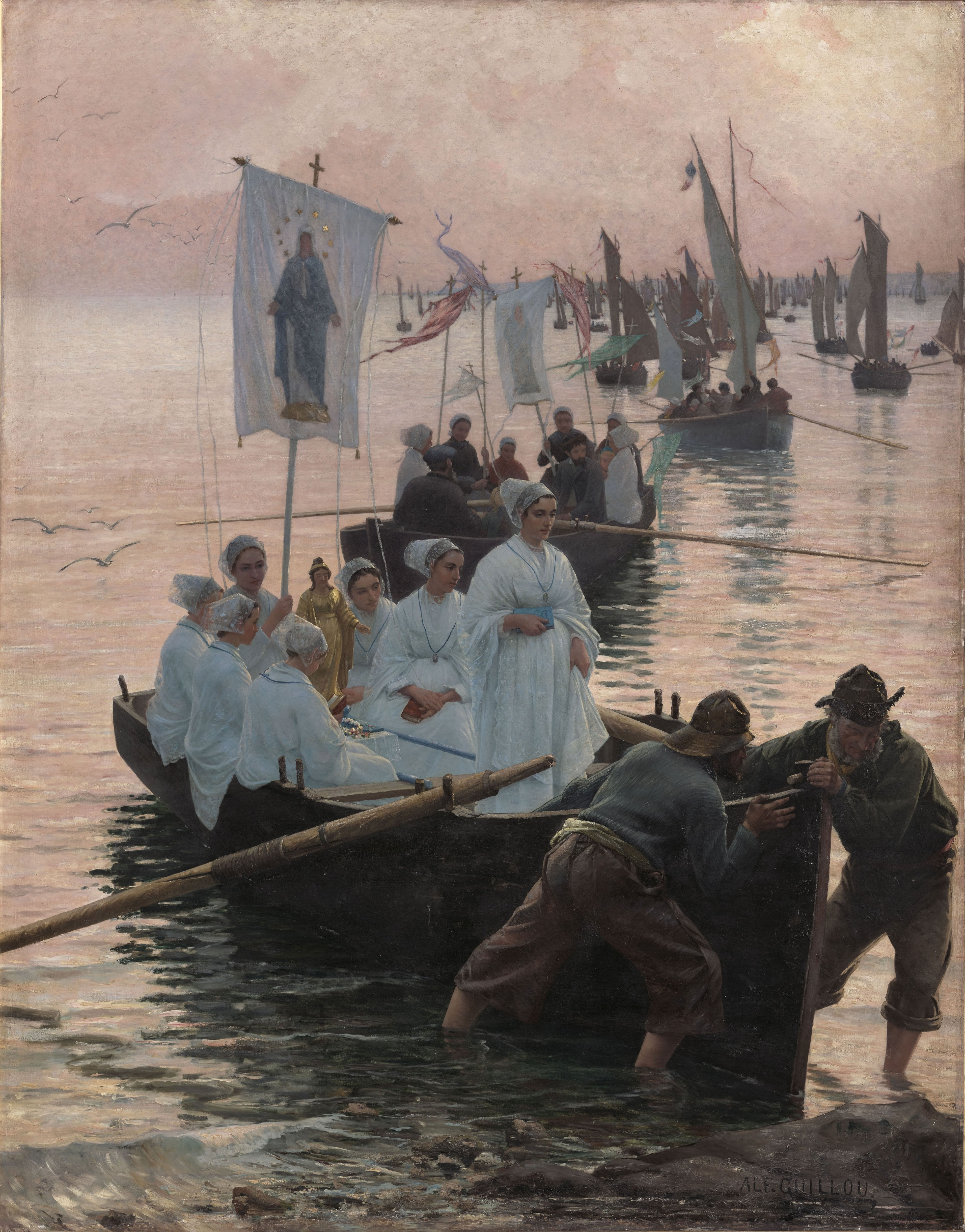
Arrivo di Sant'Anna di Fouesnant a Concarneau
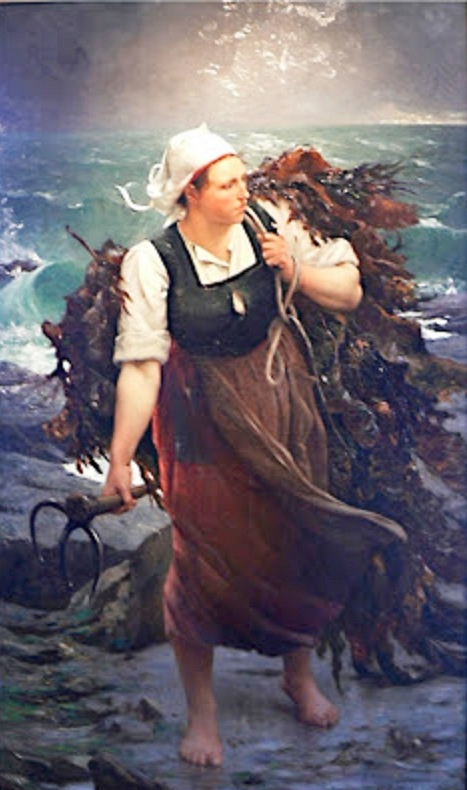
La raccoglitrice di goemon
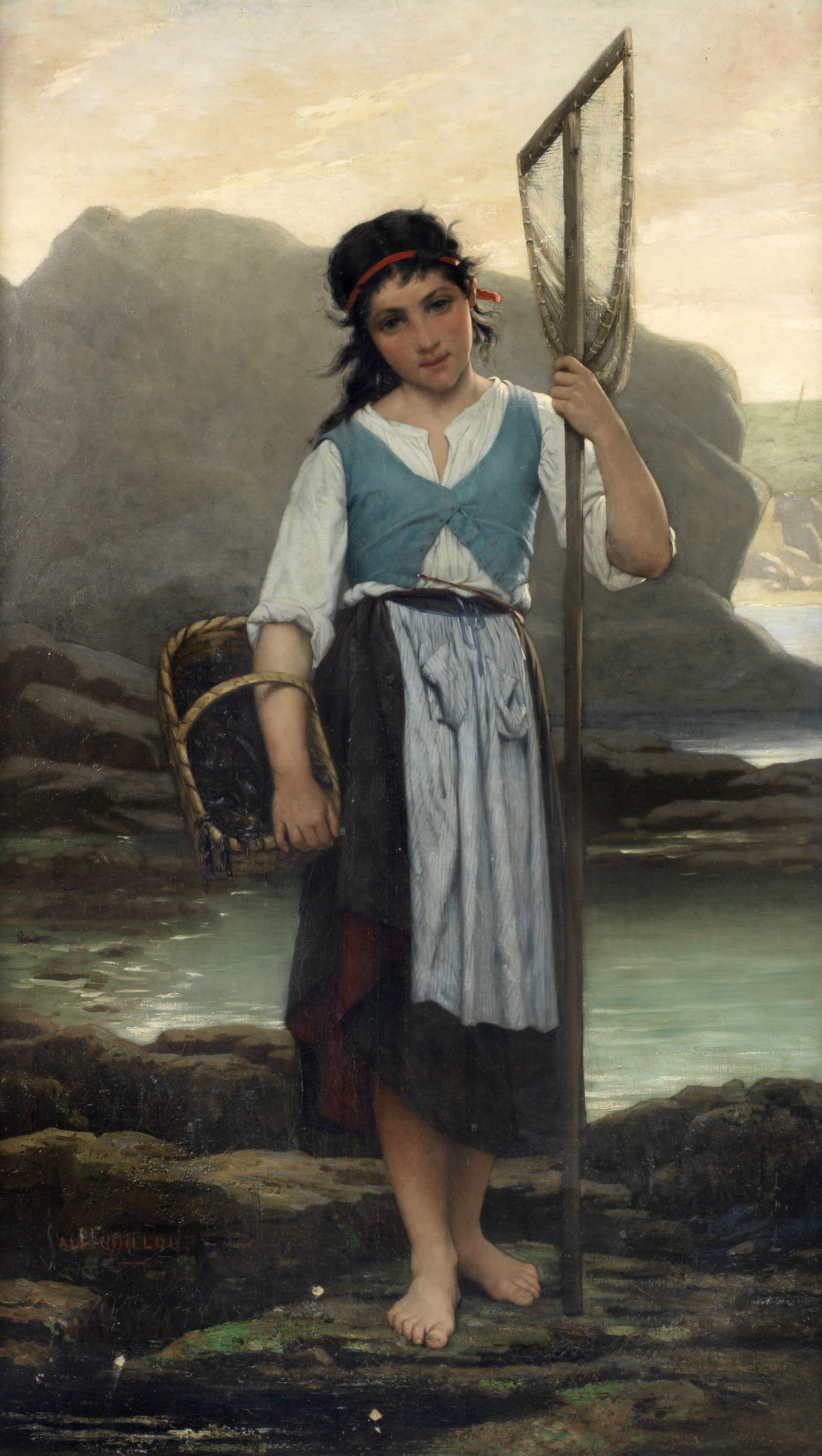
La coltivatrice di mitili
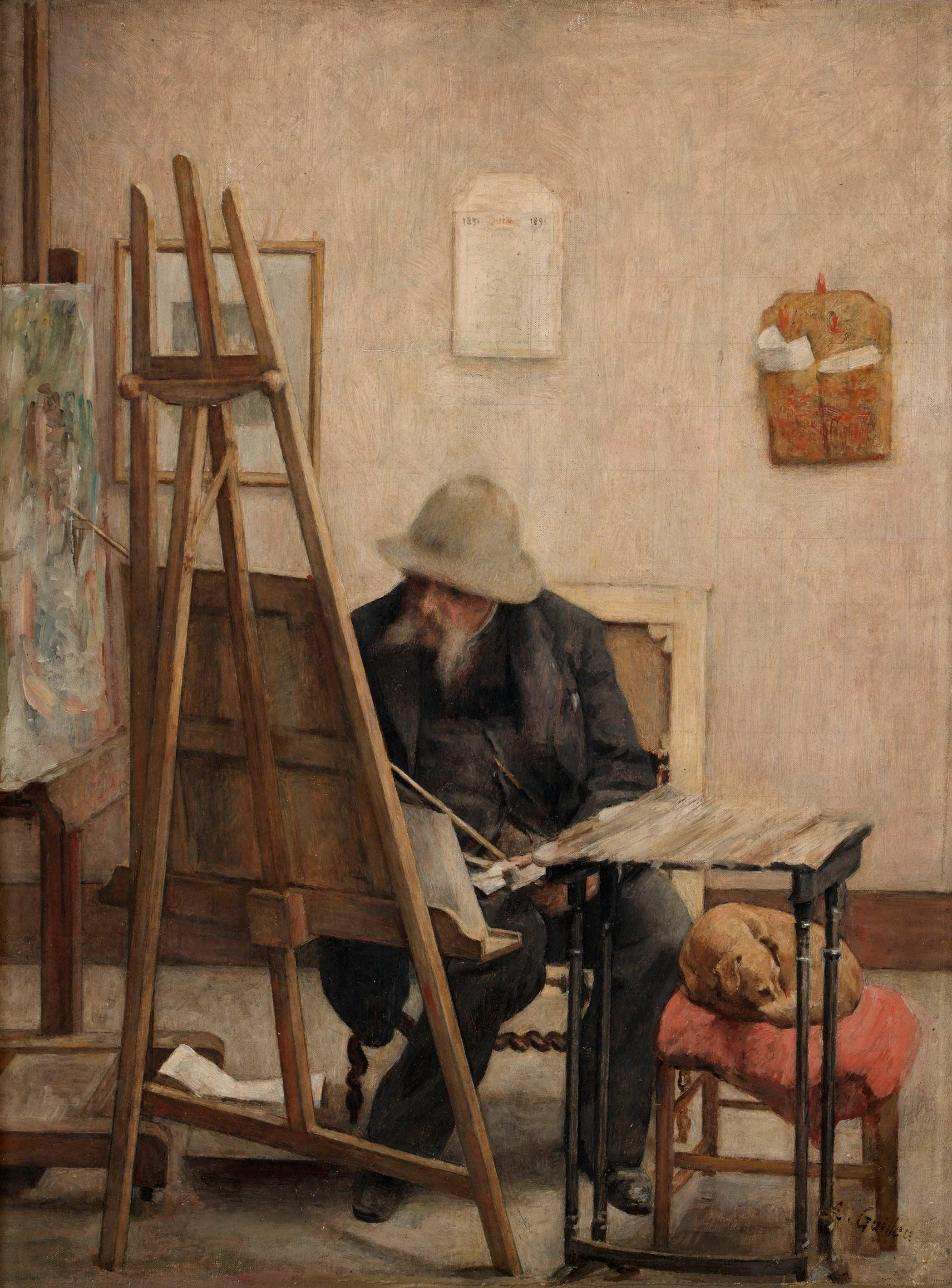
Nell'atelier
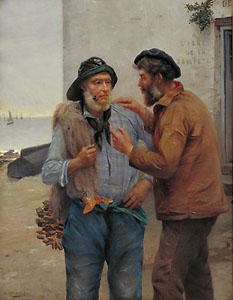
Fra pescatori

## Voci correlate

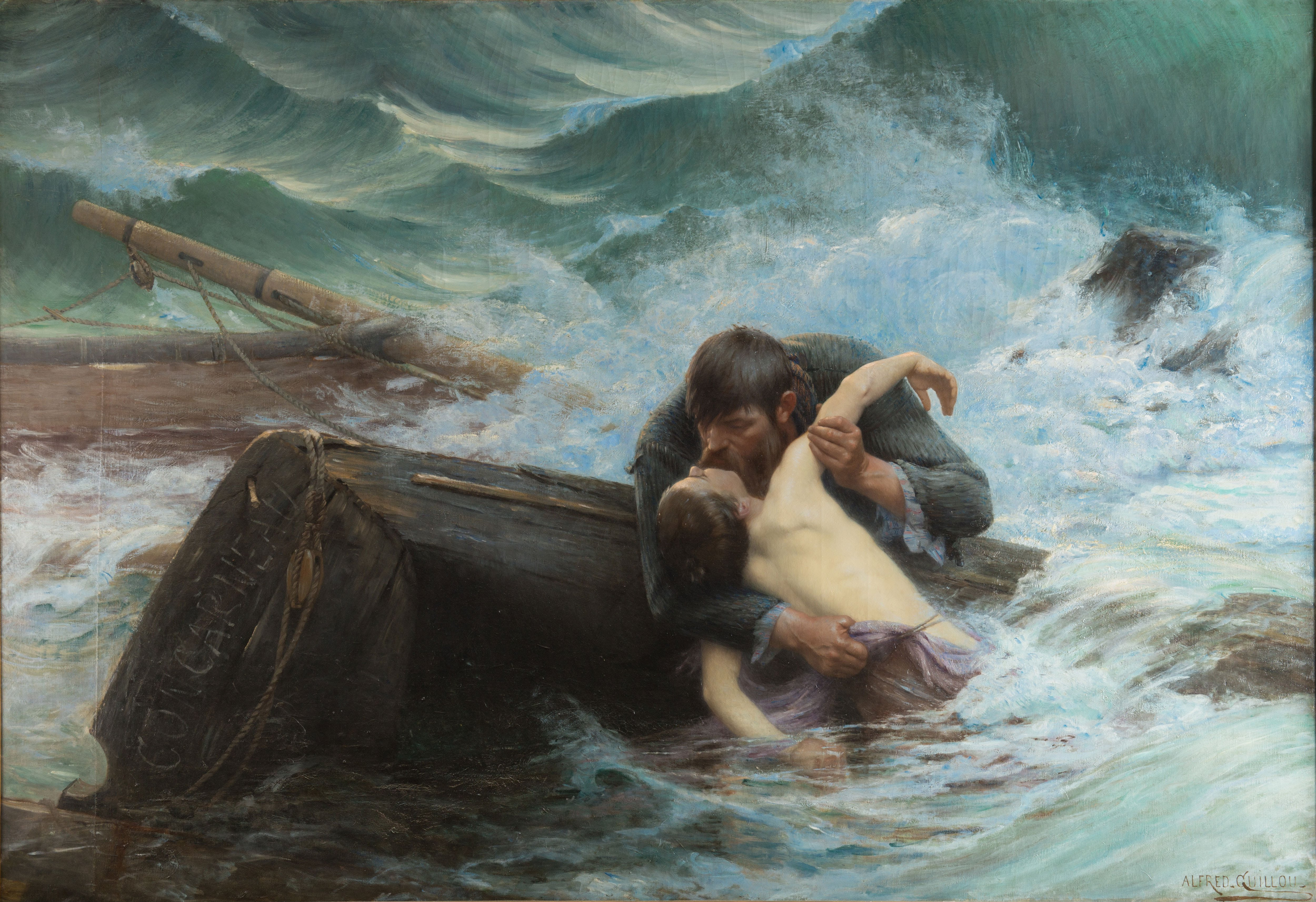
Addio